# Liga Femenina de Baloncesto 1965-66
La temporada 1965-66 del Liga Femenina de Baloncesto fue la 3ª temporada de la liga femenina de baloncesto. Se disputó entre 1965 y 1966, culminando con la victoria de Medina La Coruña.

## Sistema de competición
Primera fase
- Dos grupos de 5 equipos y 6 equipos respectivamente, donde juegan todos contra todos los de su grupo a dos vueltas.
- Los dos primeros de cada grupo se clasifican para la Fase final.
- Los últimos de cada grupo junto con los dos primeros de Segunda división juegan una promoción.

Fase final
- Los equipos se encuadran en un único grupo, donde juegan todos contra todos los de su grupo a dos vueltas.

Fase de permanencia
- El ganador asciende o se mantiene en la categoría, el resto desciende a Segunda división.

## Primera fase

### Grupo A
| Pos. | Equipo           | PJ | G | P | PF  | PC  | DP   | Pts | Clasificación o descenso        |
| ---- | ---------------- | -- | - | - | --- | --- | ---- | --- | ------------------------------- |
| 1    | CREFF Madrid     | 8  | 7 | 1 | 431 | 268 | +163 | 15  | Clasifican a la Fase final      |
| 2    | Medina La Coruña | 8  | 7 | 1 | 347 | 292 | +55  | 15  | Clasifican a la Fase final      |
| 3    | Juventud Kalso   | 8  | 3 | 5 | 278 | 319 | −41  | 11  |                                 |
| 4    | Estudiantes Vigo | 8  | 3 | 5 | 322 | 350 | −28  | 11  |                                 |
| 5    | Real Zaragoza    | 8  | 0 | 8 | 250 | 446 | −196 | 8   | Acceso a la Fase de permanencia |

 Fuente: BRD

### Grupo B
| Pos. | Equipo               | PJ | G | P | PF  | PC  | DP   | Pts | Clasificación o descenso        |
| ---- | -------------------- | -- | - | - | --- | --- | ---- | --- | ------------------------------- |
| 1    | Alhamar Granada      | 10 | 9 | 1 | 431 | 268 | +163 | 19  | Clasifican a la Fase final      |
| 2    | Mataró Molfort's     | 10 | 7 | 3 | 395 | 314 | +81  | 17  | Clasifican a la Fase final      |
| 3    | Picadero Damm        | 10 | 6 | 4 | 409 | 369 | +40  | 16  |                                 |
| 4    | Dimar Valencia       | 9  | 4 | 5 | 307 | 351 | −44  | 13  |                                 |
| 5    | Medina San Sebastián | 9  | 2 | 7 | 284 | 388 | −104 | 11  |                                 |
| 6    | Medina Madrid        | 10 | 1 | 9 | 243 | 379 | −136 | 11  | Acceso a la Fase de permanencia |

 Fuente: BRD
Notas:
1. 1 2  El partido entre Dimar y Medina San Sebastián se suspendió con empate y se jugó una vez terminada la liga, pero no consta el resultado.

## Fase final
| Pos. | Equipo           | PJ | G | P | PF  | PC  | DP  | Pts | Clasificación o descenso |
| ---- | ---------------- | -- | - | - | --- | --- | --- | --- | ------------------------ |
| 1    | Medina La Coruña | 6  | 4 | 2 | 252 | 211 | +41 | 10  | Campeón                  |
| 2    | CREFF Madrid     | 6  | 4 | 2 | 275 | 229 | +46 | 10  |                          |
| 3    | Alhamar Granada  | 6  | 3 | 3 | 211 | 211 | 0   | 9   | Renuncia la categoría    |
| 4    | Mataró Molfort's | 6  | 1 | 5 | 174 | 256 | −82 | 7   |                          |

 Fuente: BRD

## Fase de permanencia
La promoción se disputó entre el 22 y 24 de marzo de 1966.
| Pos. | Equipo         | PJ | G | P | PF | PC | DP | Pts | Clasificación o descenso    |
| ---- | -------------- | -- | - | - | -- | -- | -- | --- | --------------------------- |
| 1    | GE Standard    | 0  | 0 | 0 | 0  | 0  | 0  | 0   | Asciende a Primera División |
| 2    | S. C. Tenerife | 0  | 0 | 0 | 0  | 0  | 0  | 0   |                             |
| 3    | Medina Madrid  | 0  | 0 | 0 | 0  | 0  | 0  | 0   |                             |
| 4    | Real Zaragoza  | 0  | 0 | 0 | 0  | 0  | 0  | 0   |                             |

 Fuente: BRD
Notas:
1. 1 2 3 4  Se desconocen los resultados de los partidos, por lo que los puntos no aparecen. Es correcto el primer clasificado, que consigue el ascenso.

## Postemporada
- Campeonas de la Liga Femenina de Baloncesto 1965-66: Medina La Coruña (1er título).
- Clasificadas para Copa de Europa 1966-67: Medina La Coruña.
- Descendidas a Segunda División:  Alhamar Granada (renuncia a la categoría), Medina Madrid y Real Zaragoza (pierden la promoción).
- Ascendidas de Segunda División:  GE Standard (asciende al ganar la promoción).